# Дискография Патрисии Каас
Дискография французской певицы Патрисии Каас включает в себя десять студийных альбомов, семь концертных альбомов, три сборника и пятьдесят три сингла.
Первый хит Каас «Mademoiselle chante le blues» был выпущен в ноябре 1987 года. Он достиг седьмого места во французском чарте синглов в январе 1988 года и был сертифицирован как серебряный. Следующий сингл, «D’Allemagne», был выпущен в мае 1988 года и достиг одиннадцатого места в июле 1988 года. Обе песни были включены в её дебютный альбом Mademoiselle chante…, выпущенный в ноябре 1988 года. Альбом достиг второго места во Франции в феврале 1989 года и оставался в чарте до 1991 года, он также был сертифицирован как бриллиантовый во Франции и продался тиражом свыше 1,6 миллионов экземпляров только в этой стране. Третий сингл, «Mon mec à moi» был выпущен в ноябре 1988 года и достиг пятого места во Франции в феврале 1989 года. Он также был сертифицирован как серебряный. Выпущенный в качестве следующего сингла в мае 1989 года, «Elle voulait jouer cabaret» достиг семнадцатого места во Франции в июне 1989 года. Последний сингл «Quand Jimmy dit» был выпущен в октябре 1989 года. В следующем месяце он достиг десятого места во Франции и также был сертифицирован как серебряный.
Второй альбом, Scène de vie был выпущен 9 апреля 1990 года. Он возглавлял чарты во Франции в течение десяти недель подряд и был сертифицирован как бриллиантовый. Альбом также достиг пятнадцатого места в Швейцарии, восемнадцатого в Германии и двадцатого в европейском топ-100 альбомов. Альбом также вошел в мировой альбомный чарт Billboard и достиг там седьмого места. Из альбома были выпущены четыре топ-40 сингла: «Les hommes qui passent» (7), «Les mannequins d’oser» (21), «Kennedy Rose» (36) и «Regarde les riches» (27). За ним последовал концертный альбом Carnets de scène, выпущенный в ноябре 1991 года. Он достиг восьмого места во Франции и была сертифицирована как дважды золотой.
Третий студийный альбом, Je te dis vous был выпущен 6 апреля 1993 года. Он стал вторым альбомом номер один Каас во Франции. Альбом дебютировал на вершине чарта и оставался там в течение пяти недель подряд. Он разошелся тиражом более 1,4 миллиона копий во Франции и стал третьим бриллиантовым альбомом певицы в стране. Je te dis vous также достиг пика на втором месте в Швейцарии, десятом месте в европейском альбомном чарте и одиннадцатом месте в Германии. Несколько синглов были выпущены в поддержку альбома, в том числе самый успешный «Il me dit que je suis belle» и «Entrer dans la lumière». Второй концертный альбом, Tour de charme был выпущен в ноябре 1994 года, достигнув четырнадцатого места во Франции.
Следующий студийный альбом Dans ma chair был выпущен 18 марта 1997 года. Он возглавил чарты в Валлонии и достиг номер два во Франции. Он был сертифицирован как дважды платиновый во Франции. Он также был награждён платиновой сертификацией IFPI за продажу более миллиона экземпляров в Европе. Самые успешные песни с альбома включали ведущий сингл «Quand j’AI peur de tout» и второй сингл «Je voudrais la connaître». Ещё один концертный альбом, Rendez-vous, был выпущен в августе 1998 года. Он достиг первой десятки во Франции и Валлонии, а также был сертифицирован как дважды золотой во Франции.
Пятый студийный альбом Le mot de passe был выпущен 14 мая 1999 года. Он достиг пика на втором месте во Франции и Валлонии. Лид-сингл «Ma liberté contre la tienne» достиг топ-40 во Франции и Валлонии. Четвёртый концертный альбом под названием Live был выпущен в августе 2000 года и достиг пятого места во Франции, где он также был сертифицирован как дважды золотой. Rien ne s’arrête, первый сборник лучших хитов певицы, был выпущен в 2001 году.
Вдохновлённая фильмом «А теперь, дамы и господа», в которой Каас снялась в главной роли, она записала свой шестой студийный альбом Piano Bar. Выпущенный 15 апреля 2002 года, он вошёл в десятку лучших в европейских франкоязычных странах и в топ-40 в других странах, включая Новую Зеландию. Он был сертифицирован как золотой во Франции и Швейцарии. Sexe fort, седьмой студийный альбом был выпущен 1 декабря 2003 года. Он достиг пика в первой десятке франкоязычных стран Европы и получил две золотых сертификации во Франции и золотую сертификацию в Швейцарии.
В 2008 году был выпущен дуэт «Не позвонишь» с российской группой Uma2rman. В том же году вышел восьмой студийный альбом Kabaret, куда вошла песня «Et s’il fallait le faire», с которой певица представляла Францию на Евровидении. В 2009 году были выпущены концертный альбом  Kabaret и новый сборник хитов 19 par Patricia Kaas. В 2012 году был выпущен девятый студийный альбом Kaas chante Piaf, а в 2016 — десятый одноимённый.

## Альбомы

### Студийные альбомы
| Mademoiselle chante…                                                               | - Выпущен: ноябрь 1988 - Лейбл: Polydor Records - Формат: CD, LP, кассета | 2  | —  | —  | —  | —  | 13 | —   | —  | —  | —  | - SNEP: Бриллиантовый - IFPI SWI 2х Платиновый                                                  |
| Scène de vie                                                                       | - Выпущен: 9 апреля 1990 - Лейбл: CBS Records - Формат: CD, LP, кассета   | 1  | —  | —  | —  | 18 | 20 | —   | —  | —  | 15 | - SNEP: Бриллиантовый - BEA: Платиновый - BVMI: Золотой - IFPI SWI: Платиновый                  |
| Je te dis vous                                                                     | - Выпущен: 6 апреля 1993 - Лейбл: Columbia Records - Формат: CD, кассета  | 1  | —  | —  | —  | 11 | 10 | 83  | —  | —  | 2  | - SNEP: Бриллиантовый - BVMI: Золотой - Musiikkituottajat: Платиновый - IFPI SWI: 2x Платиновый |
| Dans ma chair                                                                      | - Выпущен: 17 марта 1997 - Лейбл: Columbia Records - Формат: CD, кассета  | 2  | 45 | 1  | 27 | 16 | 11 | 77  | —  | 8  | 5  | - SNEP: 2x Платиновый - BEA: Платиновый - Musiikkituottajat: Золотой - IFPI SWI: Платиновый     |
| Le mot de passe                                                                    | - Выпущен: 14 мая 1999 - Лейбл: Columbia Records - Формат: CD, кассета    | 2  | —  | 2  | —  | 27 | 15 | —   | —  | 26 | 14 | - SNEP: Платиновый - BEA: Золотой - IFPI SWI: Золотой                                           |
| Piano Bar                                                                          | - Выпущен: 23 апреля 2002 - Лейбл: Columbia Records - Формат: CD, кассета | 10 | 38 | 6  | —  | 12 | 23 | —   | —  | —  | 6  | - SNEP: Золотой - IFPI SWI: Золотой                                                             |
| Sexe fort                                                                          | - Выпущен: 1 декабря 2003 - Лейбл: Columbia Records - Формат: CD          | 9  | —  | 3  | 99 | 55 | 41 | —   | —  | 31 | 6  | - SNEP: 2x Золотой - IFPI SWI: Золотой                                                          |
| Kabaret                                                                            | - Выпущен: 15 декабря 2008 - Лейбл: Sony Music - Формат: CD, цифровой     | 15 | —  | 4  | 38 | 32 | —  | —   | 19 | 7  | 3  | - SNEP: Золотой                                                                                 |
| Kaas chante Piaf                                                                   | - Выпущен: 5 ноября 2012 - Лейбл: EMI Records - Формат: CD, цифровой      | 6  | 67 | 11 | 45 | 28 | —  | 89  | 22 | 17 | 8  | - SNEP: Платиновый                                                                              |
| Patricia Kaas                                                                      | - Выпущен: 11 ноября 2016 - Лейбл: Warner Music - Формат: CD, цифровой    | 12 | —  | 8  | 69 | 34 | —  | 139 | —  | —  | 10 | - SNEP: Золотой                                                                                 |
| Символ «—» означает, что альбом не попал в чарт или не выпускался в данной стране. |                                                                           |    |    |    |    |    |    |     |    |    |    |                                                                                                 |

### Концертные альбомы
| Carnets de scène                                                                   | - Выпущен: ноябрь 1991 - Лейбл: Columbia Records - Формат: CD, кассета      | 8  | — | —  | — | 53 | 39 | 100 | — | — | 40 | - SNEP: 2x Золотой |
| Tour de charme                                                                     | - Выпущен: 25 ноября 1994 - Лейбл: Columbia Records - Формат: CD, кассета   | 14 | — | —  | — | 65 | 49 | —   | — | — | 42 | - SNEP: Платиновый |
| Rendez-vous                                                                        | - Выпущен: 18 августа 1998 - Лейбл: Columbia Records - Формат: CD, кассета  | 6  | — | 5  | — | —  | 48 | —   | — | — | 29 | - SNEP: 2x Золотой |
| Christmas in Vienna VI                                                             | - Выпущен: сентябрь 1999 - Лейбл: Sony Classical - Формат: CD, DVD, кассета | —  | — | —  | — | 49 | —  | —   | — | — | 97 |                    |
| Live                                                                               | - Выпущен: 28 августа 2000 - Лейбл: Columbia Records - Формат: CD, кассета  | 5  | — | 11 | — | —  | 33 | —   | — | — | 18 | - SNEP: 2x Золотой |
| Toute la musique…                                                                  | - Выпущен: 31 января 2005 - Лейбл: Columbia Records - Формат: CD, DVD       | 10 | — | 15 | — | 34 | 83 | —   | — | — | 40 |                    |
| Kabaret: En studio et sur scène                                                    | - Выпущен: 3 апреля 2009 - Лейбл: Sony Music - Формат: CD                   | 15 | — | —  | — | —  | —  | —   | — | — | —  |                    |
| Kabaret: Live au Casino de Paris                                                   | - Выпущен: 25 сентября 2009 - Лейбл: Sony Music - Формат: DVD               | 2  | — | —  | — | —  | —  | —   | — | — | —  |                    |
| Kaas chante Piaf à l’Olympia                                                       | - Выпущен: 28 марта 2014 - Лейбл: Parlophone - Формат: CD, DVD              | 73 | — | 83 | — | —  | —  | —   | — | — | —  |                    |
| Символ «—» означает, что альбом не попал в чарт или не выпускался в данной стране. |                                                                             |    |   |    |   |    |    |     |   |   |    |                    |

### Сборники
| Rien ne s’arrête                                                                   | - Выпущен: 22 октября 2001 - Лейбл: Columbia Records - Формат: CD, кассета | 2  | — | 3  | — | 39 | 69 | — | — | 38 | 14 | - SNEP: Платиновый - BEA: Золотой - IFPI SWI: Золотой |
| 19 par Patricia Kaas                                                               | - Выпущен: 16 ноября 2009 - Лейбл: EMI Records - Формат: CD, цифровой      | 27 | — | 42 | — | —  | —  | — | — | —  | —  |                                                       |
| Mademoiselle n’a pas chanté que le blues                                           | - Выпущен: 3 октября 2011 - Лейбл: Disques Artic - Формат: CD              | —  | — | —  | — | —  | —  | — | — | —  | —  |                                                       |
| Символ «—» означает, что альбом не попал в чарт или не выпускался в данной стране. |                                                                            |    |   |    |   |    |    |   |   |    |    |                                                       |

## Синглы
| Год                                                                               | Название                                      | Позиции в чартах | Позиции в чартах | Позиции в чартах | Позиции в чартах | Позиции в чартах | Позиции в чартах | Позиции в чартах | Позиции в чартах | Сертификации       | Альбом                                                   |
| Год                                                                               | Название                                      | ФРА              | БЕЛ              | БЕЛ              | ГЕР              | ЕС               | СНГ              | США              | ШВА              | Сертификации       | Альбом                                                   |
| Год                                                                               | Название                                      | ФРА              | ВАЛ              | ФЛА              | ГЕР              | ЕС               | СНГ              | США              | ШВА              | Сертификации       | Альбом                                                   |
| --------------------------------------------------------------------------------- | --------------------------------------------- | ---------------- | ---------------- | ---------------- | ---------------- | ---------------- | ---------------- | ---------------- | ---------------- | ------------------ | -------------------------------------------------------- |
| 1985                                                                              | «Jalouse»                                     | —                | —                | —                | —                | —                | —                | —                | —                |                    | без альбома                                              |
| 1987                                                                              | «Mademoiselle chante le blues»                | 7                | —                | 34               | —                | 24               | —                | —                | —                | - SNEP: Серебряный | Mademoiselle chante…                                     |
| 1988                                                                              | «D’Allemagne»                                 | 11               | —                | —                | —                | 39               | —                | —                | —                |                    | Mademoiselle chante…                                     |
| 1988                                                                              | «Mon mec à moi»                               | 5                | —                | —                | —                | 26               | —                | —                | —                | - SNEP: Серебряный | Mademoiselle chante…                                     |
| 1989                                                                              | «Elle voulait jouer cabaret»                  | 17               | —                | —                | —                | 65               | —                | —                | —                |                    | Mademoiselle chante…                                     |
| 1989                                                                              | «Quand Jimmy dit»                             | 10               | —                | —                | —                | 42               | —                | —                | —                | - SNEP: Серебряный | Mademoiselle chante…                                     |
| 1990                                                                              | «Les hommes qui passent»                      | 21               | —                | —                | —                | 88               | —                | —                | —                |                    | Scène de vie                                             |
| 1990                                                                              | «Les mannequins d’osier»                      | 21               | —                | —                | —                | —                | —                | —                | —                |                    | Scène de vie                                             |
| 1991                                                                              | «Kennedy Rose»                                | 36               | —                | —                | —                | —                | —                | —                | —                |                    | Scène de vie                                             |
| 1991                                                                              | «Regarde les riches»                          | 27               | —                | —                | —                | —                | —                | —                | —                |                    | Scène de vie                                             |
| 1991                                                                              | «Une dernière semaine à New-York»             | —                | —                | —                | —                | —                | —                | —                | —                |                    | Carnets de scène                                         |
| 1991                                                                              | «Bessie»                                      | —                | —                | —                | —                | —                | —                | —                | —                |                    | Carnets de scène                                         |
| 1991                                                                              | «Vénus des abribus»                           | —                | —                | —                | —                | —                | —                | —                | —                |                    | Carnets de scène                                         |
| 1992                                                                              | «Les mannequins d’osier» (Live)               | —                | —                | —                | —                | —                | —                | —                | —                |                    | Carnets de scène                                         |
| 1993                                                                              | «A Saint-Lunaire»                             | —                | —                | —                | —                | —                | —                | —                | —                |                    | без альбома                                              |
| 1993                                                                              | «Entrer dans la lumière»                      | 15               | —                | —                | —                | 77               | —                | —                | —                |                    | Je te dis vous                                           |
| 1993                                                                              | «Ceux qui n’ont rien»                         | —                | —                | —                | 83               | —                | —                | —                | —                |                    | Je te dis vous                                           |
| 1993                                                                              | «Il me dit que je suis belle»                 | 5                | —                | —                | 80               | 86               | —                | —                | —                | - SNEP: Серебряный | Je te dis vous                                           |
| 1993                                                                              | «Hôtel Normandy»                              | —                | —                | —                | —                | —                | —                | —                | —                |                    | Je te dis vous                                           |
| 1993                                                                              | «Ganz und gar»                                | —                | —                | —                | 67               | —                | —                | —                | —                |                    | Je te dis vous                                           |
| 1994                                                                              | «Fatiguée d’attendre»                         | —                | —                | —                | —                | —                | —                | —                | —                |                    | Je te dis vous                                           |
| 1994                                                                              | «Reste sur moi»                               | —                | —                | —                | —                | —                | —                | 26               | —                |                    | Je te dis vous                                           |
| 1994                                                                              | «A qui d’autre que vous»                      | —                | —                | —                | —                | —                | —                | —                | —                |                    | без альбома                                              |
| 1994                                                                              | «Mademoiselle chante le blues» (Live)         | —                | —                | —                | —                | —                | —                | —                | —                |                    | Tour de charme                                           |
| 1995                                                                              | «Hôtel Normandy» (Live)                       | —                | —                | —                | —                | —                | —                | —                | —                |                    | Tour de charme                                           |
| 1995                                                                              | «La chanson des misérables»                   | —                | —                | —                | —                | —                | —                | —                | —                |                    | Bande originale du film de Robert Hossein Les Misérables |
| 1997                                                                              | «Quand j’ai peur de tout»                     | 11               | 12               | —                | —                | 37               | —                | —                | 41               | - SNEP: Серебряный | Dans ma chair                                            |
| 1997                                                                              | «Je voudrais la connaître»                    | 20               | 9                | —                | —                | 62               | —                | —                | —                |                    | Dans ma chair                                            |
| 1997                                                                              | «Les lignes de nos mains»                     | —                | —                | —                | —                | —                | —                | —                | —                |                    | Dans ma chair                                            |
| 1998                                                                              | «Je me souviens de rien»                      | —                | —                | —                | —                | —                | —                | —                | —                |                    | Dans ma chair                                            |
| 1998                                                                              | «L’aigle noir»                                | —                | —                | —                | —                | 28               | —                | —                | —                |                    | Rendez-vous                                              |
| 1999                                                                              | «Ma liberté contre la tienne»                 | 34               | 26               | —                | —                | —                | —                | —                | —                |                    | Le mot de passe                                          |
| 1999                                                                              | «Une femme comme une autre»                   | 78               | —                | —                | —                | —                | —                | —                | —                |                    | Le mot de passe                                          |
| 1999                                                                              | «Une fille de l’Est»                          | —                | —                | —                | —                | —                | —                | —                | —                |                    | Le mot de passe                                          |
| 1999                                                                              | «Si tu rêves»                                 | —                | —                | —                | —                | —                | —                | —                | —                |                    | Le mot de passe                                          |
| 1999                                                                              | «Unter der Haut» (совместно с Эрканом Аки)    | —                | —                | —                | —                | 61               | —                | —                | —                |                    | Le mot de passe                                          |
| 2000                                                                              | «Le mot de passe»                             | —                | —                | —                | —                | —                | —                | —                | —                |                    | Le mot de passe                                          |
| 2000                                                                              | «Mon chercheur d’or»                          | 74               | —                | —                | —                | —                | —                | —                | —                |                    | Le mot de passe                                          |
| 2000                                                                              | «Les chansons commencent»                     | 70               | —                | —                | —                | —                | —                | —                | —                |                    | Live                                                     |
| 2001                                                                              | «Rien ne s’arrête»                            | —                | —                | —                | —                | —                | —                | —                | —                |                    | Rien ne s’arrête                                         |
| 2002                                                                              | «If You Go Away»                              | 83               | —                | —                | —                | —                | —                | —                | —                |                    | Piano Bar                                                |
| 2002                                                                              | «And Now… Ladies and Gentlemen»               | —                | —                | —                | —                | —                | —                | —                | —                |                    | Piano Bar                                                |
| 2003                                                                              | «Où sont les hommes?»                         | —                | —                | —                | —                | —                | —                | —                | —                |                    | Sexe fort                                                |
| 2004                                                                              | «Je le garde pour toi»                        | —                | —                | —                | —                | —                | —                | —                | —                |                    | Sexe fort                                                |
| 2004                                                                              | «Je t’aime, je ne t’aime plus»                | —                | —                | —                | —                | —                | —                | —                | —                |                    | Sexe fort                                                |
| 2004                                                                              | «C’est la faute à la vie»                     | —                | —                | —                | —                | —                | —                | —                | —                |                    | Sexe fort                                                |
| 2005                                                                              | «Toute la musique que j’aime»                 | 59               | —                | —                | —                | —                | —                | —                | —                |                    | Toute la musique..                                       |
| 2005                                                                              | «Herz Eines Kämpfers»                         | —                | —                | —                | —                | —                | —                | —                | —                |                    | Toute la musique..                                       |
| 2008                                                                              | «Не позвонишь» (совместно с Uma2rman)         | —                | —                | —                | —                | —                | 14               | —                | —                |                    | Куда приводят мечты                                      |
| 2008                                                                              | «Мне нравится»                                | —                | —                | —                | —                | —                | 188              | —                | —                |                    | Kabaret                                                  |
| 2009                                                                              | «Kabaret»                                     | —                | —                | —                | —                | —                | —                | —                | —                |                    | Kabaret                                                  |
| 2009                                                                              | «Et s’il fallait le faire»                    | 41               | —                | —                | —                | —                | 223              | —                | —                |                    | Kabaret                                                  |
| 2011                                                                              | «Tout confort» (совместно с Робином Милларом) | —                | —                | —                | —                | —                | —                | —                | —                |                    | Kiss and Tell                                            |
| 2012                                                                              | «Hymne à l’amour»                             | —                | —                | —                | —                | —                | —                | —                | —                |                    | Kaas chante Piaf                                         |
| 2013                                                                              | «Avec ce soleil»                              | —                | —                | —                | —                | —                | —                | —                | —                |                    | Kaas chante Piaf                                         |
| 2016                                                                              | «Le jour et l’heure»                          | 69               | —                | —                | —                | —                | —                | —                | —                |                    | Patricia Kaas                                            |
| 2016                                                                              | «Madame tout le monde»                        | —                | —                | —                | —                | —                | —                | —                | —                |                    | Patricia Kaas                                            |
| Символ «—» означает, что сингл не попал в чарт или не выпускался в данной стране. |                                               |                  |                  |                  |                  |                  |                  |                  |                  |                    |                                                          |